# Coccus lidgetti
Coccus lidgetti är en insektsart som först beskrevs av Fernald 1903.  Coccus lidgetti ingår i släktet Coccus och familjen skålsköldlöss. Inga underarter finns listade i Catalogue of Life.